# Nikl-62
Nikl-62 (62Ni) je izotop niklu. Je to stabilní nuklid, tvoří asi 3,635 % atomů přírodního niklu. Má nejvyšší jadernou vazebnou energii na nukleon ze všech nuklidů  (přibližně 8794,5 keV). Často se jako „nejstabilnější jádro“ uvádí 56Fe, to má však pouze nejnižší hmotnost na nukleon; tato skutečnost je způsobena tím, že u 56Fe tvoří protony 26/56 ≈ 46,43 % nukleonů, kdežto u 62Ni je to 28/62 ≈ 45,16 % nukleonů a relativně vyšší zastoupení protonů, které jsou lehčí než neutrony, způsobuje nižší hmotnost na nukleon u 56Fe, aniž by to mělo vliv na vazebnou energii.
Během nukleosyntézy ve hvězdách vzájemné působení fototransmutace a zachytávání alfa částic vede k tomu, že 56Ni (který se radioaktivními přeměnami změní na 56Fe) vzniká ve větším množství než 62Ni. 56Ni je přirozeným konečným produktem spalování křemíku na konci existence hvězdy. Niklem-56 tento proces končí, protože k vytvoření 60Zn, který by vznikl v dalším kroku, je třeba dodat více energie, než se při reakci uvolní.
Vysoká vazebná energie jádra izotopů niklu je činí konečnými produkty mnoha jaderných reakcí (jako jsou například záchyty neutronů) po celém vesmíru, což je příčinou relativně velkého rozšíření niklu. Ve vesmíru je nejběžnějším izotopem 58Ni, který v supernovách vzniká nejčastěji, společně s niklem-60. Ostatní stabilní izotopy (61Ni, 62Ni a 64Ni) se tvoří méně často. Z toho vyplývá, že většina niklu se v supernovách tvoří krátce po explozi r-procesem, kdy 56Ni zachytává neutrony a mění se na těžší izotopy tohoto prvku. Část 56Ni, která nezachytí neutrony, se přetvoří beta plus přeměnou na 56Co a následně na stabilní 56Fe.
| Nuklid | EB/nukleon [keV] |
| ------ | ---------------- |
| 62Ni   | 8794,5           |
| 58Fe   | 8792,2           |
| 56Fe   | 8790,3           |
| 60Ni   | 8780,8           |
| 54Cr   | 8777,9           |

| Nuklid | M0/nukleon [MeV/c2] |
| ------ | ------------------- |
| 56Fe   | 930,175             |
| 60Ni   | 930,181             |
| 62Ni   | 930,187             |